# Bony de la Muga
El Bony de la Muga és una muntanya de 560 metres que es troba al municipi de Navars, a la comarca catalana del Bages.